# Mike DiMeo
Mike Di Meo (New York, 29 novembre 1968) è un cantante e tastierista statunitense noto principalmente per esser stato il cantante dei Riot tra il 1993 ed il 2006 ed in seguito dei Masterplan, oltre che di altre band heavy metal come The Lizards, Ilium e Creation's End.

## Biografia

### Giovinezza e prime esperienze musicali
Se ad inizio anni '90 il nome di Mike DiMeo era noto soprattutto nella scena dei club metal di New York dove suonava nella band Josie Sang assieme al chitarrista John Melendez (conosciuto in seguito per i programmi The Howard Stern Show, The Tonight Show), fu nel 1992, quando Ritchie Blackmore gli chiese di unirsi ai Deep Purple, che il suo nome cominciò ad avere maggior risonanza internazionale. In questo periodo Mike DiMeo registrò alcuni provini con Roger Glover per quello che poi diventerà The Battle Rages On.... Fu la decisione di Ian Gillan di tornare con la band a decretare l'esclusione di DiMeo e la nuova registrazione dell'album.

### 1993-2006: Mike DiMeo ed i Riot
In seguito all'esperienza con i Deep Purple DiMeo si unisce ai Riot, dando così la spinta per un decisivo cambio di sonorità dal classico speed metal degli album precedenti alle sonorità più rockeggianti che troveranno concretezza nell'album Nightbreaker (1994, Sony Records). In questo disco DiMeo suonava come voce e chitarra divenendo in seguito il cantante più duraturo dei Riot.
Con i Riot, DiMeo riuscì a mettere alla prova la sua apprezzata tecnica vocale in album come The Brethren of the Long House  (1995, Rising Sun Productions), Inishmore (1997, Metal Blade Records), Sons of Society (1999, Metal Blade Records), Through the Storm (2002, Metal Blade Records). Molti furono poi i tour di questo periodo che li videro suonare anche in Europa e Giappone, con partecipazioni anche ad importanti festival come al Wacken Open Air in Germania nel 1998. L'ultimo album dei Riot che vedeva DiMeo alla voce fu Army of One (2006, Metal Heaven).
Intanto, già nel 2004, DiMeo si era unito ai The Lizards registrando voce e tastiere per il loro quarto album intitolato Cold Blooded Kings (Hyperspace Records). Fu invece dell'anno seguente Against All Odds (Hyperspace Records) sempre con The Lizards in seguito al quale DiMeo e la band parteciparono allo Sweden Rock Festival nel 2005.

### 2006-2009: Tra Masterplan ed Ilium
Nel 2006 Mike DiMeo entrò nei Masterplan, gruppo power metal tedesco che dopo l'abbandono di alcuni membri della band era in cerca di un nuovo cantante. E fu di li a breve che DiMeo, vista l'impossibilità di portare avanti entrambi i progetti decise di abbandonare i Riot in pieno tour europeo per concentrarsi esclusivamente sui Masterplan. Con i Masterplan incise così il terzo album della band intitolato MK II (2007, AFM Records), un disco che si muoveva tra toni power metal ed hard rock, fortemente caratterizzato dalla nuova voce di DiMeo, che interpretava così un genere più melodico e tipicamente europeo in modo del tutto personale. Purtroppo, se è vero che l'album non ottenne le vendite sperate, fu anche a causa di "una nostalgia per il passato alla quale neppure un grande frontman come Mike DiMeo seppe sopperire" oltreché a membri poco affiatati tra loro, che ben presto la band vide il ritorno del vecchio cantante Jørn Lande nel tentativo di tornare alle vecchie sonorità.
Nel 2008 Mike DiMeo riprende così in mano il progetto The Lizards, con cui pubblicò l'album Ar-che-ol-o-gy (Hyperspace Records), per poi entrare nella band australiana Ilium ed incidere Ageless Decay (Escape Music) nel 2009.

### 2010-in poi: Tra Creation's End, Johnny Winter e the Lizards
Il nuovo decennio si apre con una serie di nuove partecipazioni e pubblicazioni: tour europeo col chitarrista Vinnie Moore, entrato nel team di supporto come tastierista e cantante, partecipa all'album Blind Faith (2010, Escape Music) della band AOR Phenomena e fonda i Creation's End con cui pubblica l'album A New Beginning (2010, Sensory). Sempre nello stesso anno viene chiamato dal chitarrista blues Johnny Winter a suonare l'organo nell'album Roots (2011, Megaforce Records) instaurando così una collaborazione tra registrazione e concerti che andrà avanti fino alla morte del chitarrista.
Negli anni successivi pubblicò così diversi album con progetti vecchi e nuovi: Con gli Ilium Genetic Memory (2011, Escape Music), con i Phenomena Awakening (2012, Escape Music), con i Dreamscape Everlight (2012, Silverwolf Productions), con i Creation's End Metaphysical (2014, Pure Prog Records), con Johnny Winter Step Back (2014, Megaforce Records) e con The Lizards Reptilicus Maximus (2015, Hyperspace Records).

## Discografia

### Con i Riot
- 1994 - Nightbreaker
- 1996 - The Brethren of the Long House
- 1998 - Inishmore
- 1999 - Sons of Society
- 2002 - Through the Storm
- 2006 - Army of One

### Con The Lizards
- 2004 - Cold Blooded Kings
- 2005 - Against All Odds
- 2008 - Ar-che-ol-o-gy
- 2008 - 4-2-11 Live DVD
- 2015 - Reptilicus maximus

### Con Masterplan
- 2007 - MK II

### Con Ilium
- 2009 - Ageless Decay
- 2011 - Genetic Memory

### Con Creation's End
- 2010 - A New Beginning
- 2014 - Metaphysical

### Con Phenomena
- 2010 - Blind Faith
- 2012 - Awakening

### Con Johnny Winter
- 2011 - Roots
- 2014 - Step Back

### Con Dreamscape
- 2012 - Everlight

### Con American Mafia
- 2014 - Rock`n Roll Hit Machine